# Задорожна Вікторія Іванівна
Задорожна Вікторія Іванівна (нар. 16 травня 1956, Гоща, СРСР) — науковець у галузі епідеміології та вірусології, член-кореспондент НАМН України, доктор медичних наук, професор.

## Наукова діяльність
У 1980 році закінчила з відзнакою Київський медичний інститут.
Весь подальший науковий шлях пов'язаний з Інститутом епідеміології та інфекційних хвороб.
У 1988 році захистила дисертацію на тему «Циркуляція вірусів поліомієліту серед людських контингентів та у навколишньому середовищі в сучасних умовах», здобувши науковий ступінь кандидата медичних наук. У 1996 році, успішно захистивши дисертацію на тему «Епідеміологія ентеровірусних інфекцій в Україні», здобула науковий ступінь доктора медичних наук. Звання професора отримала у 2002 році.
З 1996 по 1998 рік працювала зав. лабораторії екології мікроорганізмів Інституту епідеміології та інфекційних хвороб, а з 1998 року — зав. лабораторії поліомієліту та інших ентеровірусних інфекцій.
З 1999 по 2005 рік — доцент кафедри мікробіології, вірусології та імунології Національного медичного університету.
З грудня 2013 року — директор Інституту епідеміології та інфекційних хвороб.
У 2017 році обрана член-кореспондентом НАМН України за спеціальністю «Епідеміологія інфекційних хвороб».
Є засновником наукової школи, фундаментальні і практичні роботи якої спрямовані на вивчення епідеміології ентеровірусних інфекцій та боротьбу з ними, дослідження ролі ентеровірусів у патології людини, механізмів і факторів виникнення вакцино-асоційованого поліомієліту та його профілактики. Наукова діяльність присвячена комплексним дослідженням таких інфекційних хвороб, як поліомієліт, ентеровірусні, ротавірусна інфекції, кір, краснуха, епідемічний паротит, грип, вітряна віспа, гепатит А тощо. Її науковий внесок і особиста участь у вирішенні проблеми ерадикації поліомієліту сприяли припиненню циркуляції «дикого» поліовірусу в Україні, дозволили сертифікувати територію нашої держави як вільну від цієї хвороби й були відзначені іменним сертифікатом-подякою та почесним знаком керівництва ЄРБ ВООЗ. Наукові наробки дозволили принципово змінити підходи до ревакцинації проти поліомієліту, оптимізувати схему імунізації зі зменшеною кількістю щеплень, впровадити інактивовану вакцину, припинити захворюваність на вакциноасоційований поліомієліт, знизити циркуляцію вакцинних поліовірусів та ризик формування генетично змінених нейровірулентних поліовірусів. Науковий досвід багаторазово використовувався з метою етіологічної розшифровки, локалізації та припинення епідемічних спалахів та епідемій інфекційних хвороб, розробки заходів щодо недопущення завозу та поширення особливо небезпечних хвороб.
Автор понад 500 наукових праць, з них 6 монографій та навчальних посібників, 5 патентів. Підготувала 3 доктора та 7 кандидатів наук.

## Основні наукові праці
- «Иммуногенность и реактогенность живой и инактивированной полиовакцин при различных схемах применения» (2002).
- «Использование новых бактериальных адъювантов при вакцинации против гриппа и полиомиелита» (2003).
- «Віруси та їх вплив на генофонд популяції людини» (2007).
- «Hepatitis A vaccination effectiveness during an outbreak in Ukraine» (2008).
- «Імунопрофілактика в практиці сімейного лікаря (навчальний посібник)» (2008).
- «Імунопрофілактика грипу та її перспективи в сучасних умовах» (2009).
- «Молекулярная эпидемиология вирусных и прионных болезней» (2010).
- «Problem of measles eradication in Ukraine» (2012).
- «Молекулярная эпидемиология и эпидемический процесс» (2012).
- «Поліомієліт: імунопрофілактика та її вплив на еволюцію епідемічного процесу» (2012).
- «Болезнь, вызванная вирусом Эбола: проблемы и перспективы» (2014).
- «Епізоотологічні та епідеміологічні аспекти лептоспірозу в Україні» (2014).
- «Еволюційні зміни епідемічного процесу ентеровірусної інфекції, що викликається ентеровірусом D типу 68: від спорадичних випадків до епідемічного поширення» (2015).
- «Нові віруси грипу та пов'язані з ними ризики» (2016).
- «Поліомієліт: нові виклики на шляху до ерадикації» (2016).
- Імунопрофілактика інфекційних хвороб (лекції): навчальний посібник. / Чумаченко Т. О., Задорожна В. І., Подаваленко А. П.. — Харків: ТОВ «В Справі», 2016. — 350 с.

Голова проблемної комісії МОЗ та АМН України «Епідеміологія та специфічна профілактика інфекційних захворювань», голова Сертифікаційного комітету з ерадикації поліомієліту МОЗ України, голова Спеціалізованої вченої ради з захисту дисертацій зі спеціальностей «епідеміологія», «вірусологія», «інфекційні хвороби», член Експертної групи з питань Міжнародних медико-санітарних правил, постійно діючих та тимчасових комісій МОЗ України, голова консультативної експертної групи «Вакцини та імунологічні препарати», заступник голови Українського наукового товариства мікробіологів, епідеміологів та паразитологів (від 2004), член Науково-експертної ради ДП «Державний експертний центр МОЗ України», головний редактор журналу «Профілактична медицина», член 5 редакційних колегій та редакційних рад вітчизняних та зарубіжних профільних фахових видань, член секції хіміко-біологічних наук Комітету з Державних премій України.